# Roland Baar
Roland Baar (ur. 12 kwietnia 1965 w Osterholz-Scharmbeck, zm. 23 czerwca 2018 w Velpke) – niemiecki wioślarz. Dwukrotny medalista olimpijski.
Urodził się w RFN i do zjednoczenia Niemiec startował w barwach tego kraju. Brał udział w trzech igrzyskach olimpijskich (IO 88, IO 92, IO 96). Zdobył dwa medale olimpijskie w prestiżowej ósemce – srebro w Atlancie i brąz w Barcelonie. W tej konkurencji pięciokrotnie zostawał mistrzem świata, po złoto sięgając w 1989, 1990, 1991, 1993 i 1995.